# Chaetarcturus taniae
Chaetarcturus taniae is een pissebed uit de familie Antarcturidae. De wetenschappelijke naam van de soort is voor het eerst geldig gepubliceerd in 1998 door Poore.